# Monognathus isaacsi
Monognathus isaacsi is een straalvinnige vissensoort uit de familie van eenkaaksalen (Monognathidae). De wetenschappelijke naam van de soort is voor het eerst geldig gepubliceerd in 1974 door Raju.